# 마르쿠스 움미디우스 콰드라투스 안니아누스
마르쿠스 움미디우스 콰드라투스 안니아누스 (Marcus Ummidius Quadratus Annianus, 138년–182년)는 로마 원로원 의원이자 마르쿠스 아우렐리우스 황제의 조카이다. 그는 친척인 콤모두스 황제 암살 미수 계획에 연루되었고, 이후에 처형을 당했다.
콰드라투스 안니아누스가 맡았던 직위에는 아프리카 속주의 프로콘술, 루키우스 아우렐리우스 베루스를 동료 집정관으로 둔 167년의 직권 집정관 등이 있었다.

## 생애
콰드라투스 안니아누스는 마르쿠스 아우렐리우스의 딸 안니아 코르니피키아 파우스티나와 이름이 밝혀지지 않은 원로원 의원 사이에 태어난 아들이었다. 로널드 사임은 그를 '파스티 오스티엔세스'에 가이우스 안니아누스 베루스라고 기재되어 있지만, 가이우스 움미디우스 콰드라투스 안니아누스 베루스라는 본명을 지닌 146년의 보좌 집정관 중 한 명으로 본다. 그는 로마에서 유력한 귀족 및 정치적으로 영향력을 미치는 가문들의 출신이었고 가이우스 움미디우스 두르미우스 콰드라투스라는 보좌 집정관의 직계 후손이었다. 어머니를 통해서, 콰드라투스 안니아누스는 네르바-안토니누스 왕조와 인척 관계였고. 그의 여동생은 움미디아 코르니피키아 파우스티나이다.
어머니가 152년과 158년 사이 어느 시기에 사망했다. 어머니가 사망했을 때, 콰드라투스 안니아누스와 코르니피키아 파우스티나는 어머니의 재산을 나눠가지며 모두 부유해졌다. 어머니가 사망한 뒤, 콰드라투스는 시간이 흘러 콤모두스의 정부가 된, 마르키아라는 해방 노예 출신의 그리스인 정부를 두었다.
집정관직을 지낸 뒤, 콰드라투스는 이후에 '마르쿠스 클라우디우스 움미디우스 콰드라투스'라는 이름을 갖게된, 원로원 의원이자 철학자 그나이우스 클라우디우스 세베루스의 첫째 아들을 입양했다. 이 입양에 대한 이유는 밝혀지지 않았다.
마르쿠스 아우렐리우스가 180년에 사망했고, 콰드라투스의 외가 쪽 친척인 콤모두스가 그의 뒤를 이어 황제로 즉위했다. 콤모두스의 누이 루킬라는 로마에서 조용히 홀로 지내는 시민으로 사는 것에 만족하지 않았고 남동생과 올케를 질투하게 되었다. 게다가, 그녀는 콤모두스의 변덕스러운 행동을 아주 염려하였다.
182년에, 그의 양자인 콰드라투스를 비롯해 루킬라와 그리고 그녀의 딸 플라우티아, 조카 퀸티아누스, 코르니피키아 파우스티나 등은 콤모두스를 암살하고 그의 자리를 루킬라와 재혼한 남편인 집정관 티베리우스 클라우디우스 폼페이아누스 퀸티아누스로 대신할 계획을 세웠다. 양자인 콰드라투스와 콤모두스이 누이의 개입은 콤모두스와의 왕가 간의 분쟁 또는 콰드라투스와 루킬라 사이의 연인 관계로 설명될 수 있다.
퀸티아누스는 콤모두스를 찌르기 위해 단검을 가지고 숨어있다가 콤모두스한테 튀어나와, "원로원이 너에게 보내는 단검이 여기 있다"라고 외치면서 찌를 기회를 놓치고 말았다. 호위병들이 그보다 빨리 움직여 그를 제압해냈다. 공모자들은 얼마 못 가 들통났고, 콤모두스는 콰드라투스 안니아누스, 그의 양자, 퀸티아누스 등에 대한 사형을 명했다. 콤모두스는 콰드라투스 안니아누스의 재산을 몰수했을 수 있다. 루킬라와 그녀의 딸, 그리고 코르니피키아 파우스티나 는 카프리섬으로 추방되었다. 이후 같은 해에 황제는 이 세 여인을 암살하러 백부장을 보냈다.

## 같이 보기
- 움미디우스 일족

## 참고 문헌
- Krawczuk, Aleksander. Poczet cesarzowych Rzymu. Warszawa: Iskry. ISBN 83-244-0021-4.
- Anthony Richard Birley, Septimius Severus: the African emperor, Second  Edition, 1999
- Anthony Richard Birley, Marcus Aurelius, Routledge, 2000
- Albino Garzetti, From Tiberius to the Antonines: a history of the Roman Empire AD 14-192, 1974
- William M. Ramsay, The Cities and Bishoprics of Phyrgia: Being an Essay of the Local History of Phrygia from the Earliest Times to the Turkish Conquest, Volume One, Part One
- Roman Emperors
- “Lucius Aurelius Commodus (AD 161 - AD 192)”. 2011년 4월 7일에 확인함.
- “The People's Princeps, Enemy of the Senate”. UNRV.com. 2011년 4월 7일에 확인함.